# Milla
Milla ist ein weiblicher Vorname und ein Familienname. 

## Herkunft und Bedeutung
Der Name Milla hat verschiedene Herkünfte:
- Kurzform von Camilla
- Variante von Milda
- Koseform von Emilia/Amilia

## Namensträger

### Weiblicher Vorname
- Milla Baldo Ceolin (1924–2011), italienische experimentelle Teilchenphysikerin
- Milla Jovovich (* 1975), US-amerikanisches Fotomodell, Schauspielerin, Musikerin und Modedesignerin serbisch-russischer Herkunft
- Milla Saari (* 1975), finnische Skilangläuferin
- Milla Sannoner (1938–2003), italienische Film- und Fernsehschauspielerin

### Männlicher Vorname
- Milla (Pflanzengattung)

### Familienname
- Florian Milla (* 1993), französischer Fußballspieler
- Jimmy Lemi Milla (1948–2011), südsudanesischer Politiker
- Jordina Millà (* 1984), spanische Improvisationsmusikerin (Piano, Präpariertes Klavier, Komposition)
- José Milla y Vidaurre (1822–1882), guatemaltekischer Schriftsteller
- José Francisco Milla Guevara, Supremo Director der Provinz Honduras
- José Justo Milla Pineda (1794–1838), honduranischer General und Politiker
- Kevin-Prince Milla (* 2003), kamerunischer Fußballspieler
- Luis Milla (* 1966), spanischer Fußballspieler und -trainer
- Roger Milla (eigentlich Albert Roger Miller; * 1952), kamerunischer Fußballspieler
- Milla und Partner, Designagentur mit den Inhabern Johannes Milla und weitere Partner, darunter Peter Redlin-Pape, in Stuttgart und Berlin jweiels mit einer Filiale vertreten